# Evangelische Kirche (Zabrze-Mikulczyce)

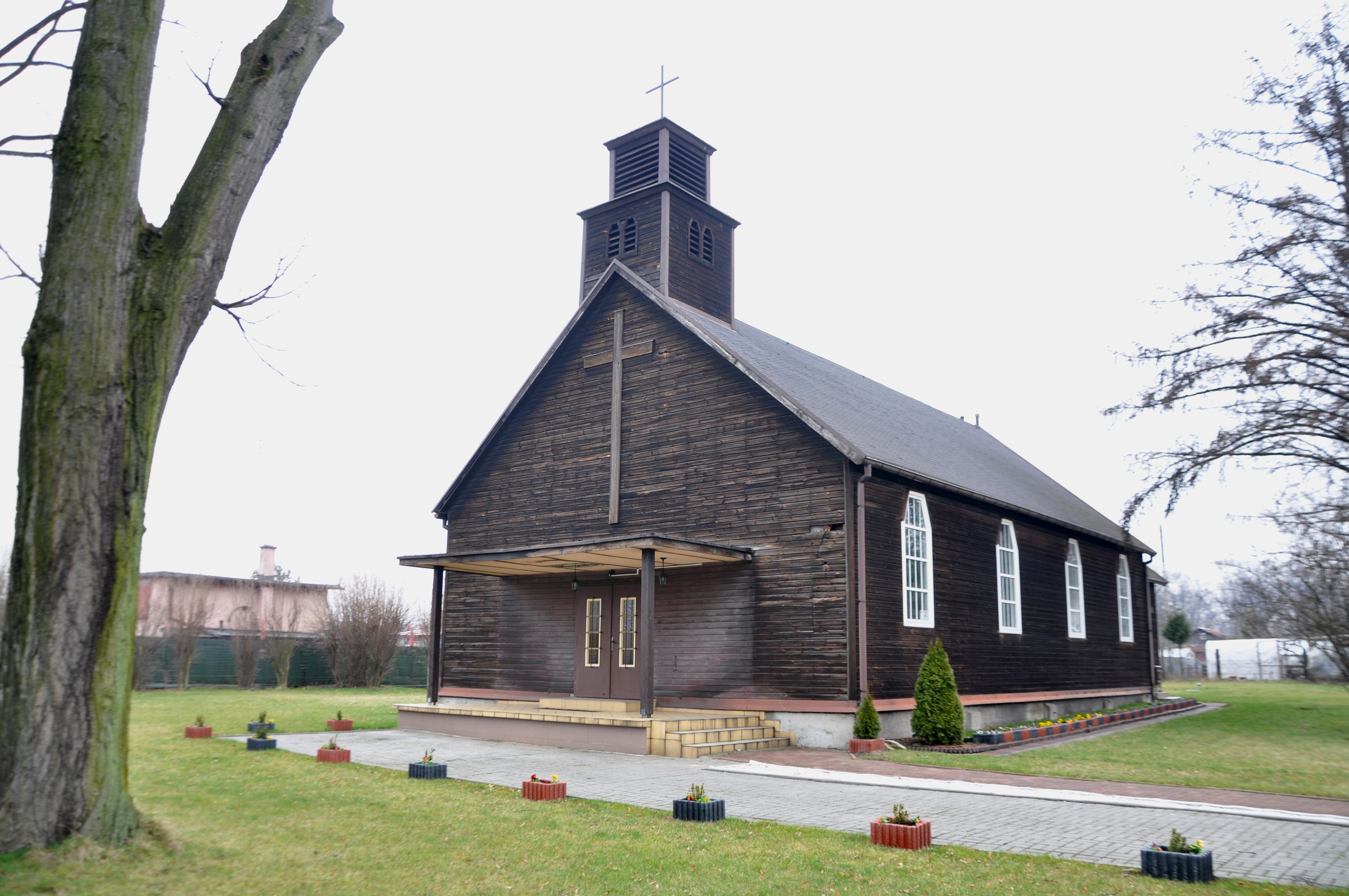
Blick auf die Evangelische Kirche

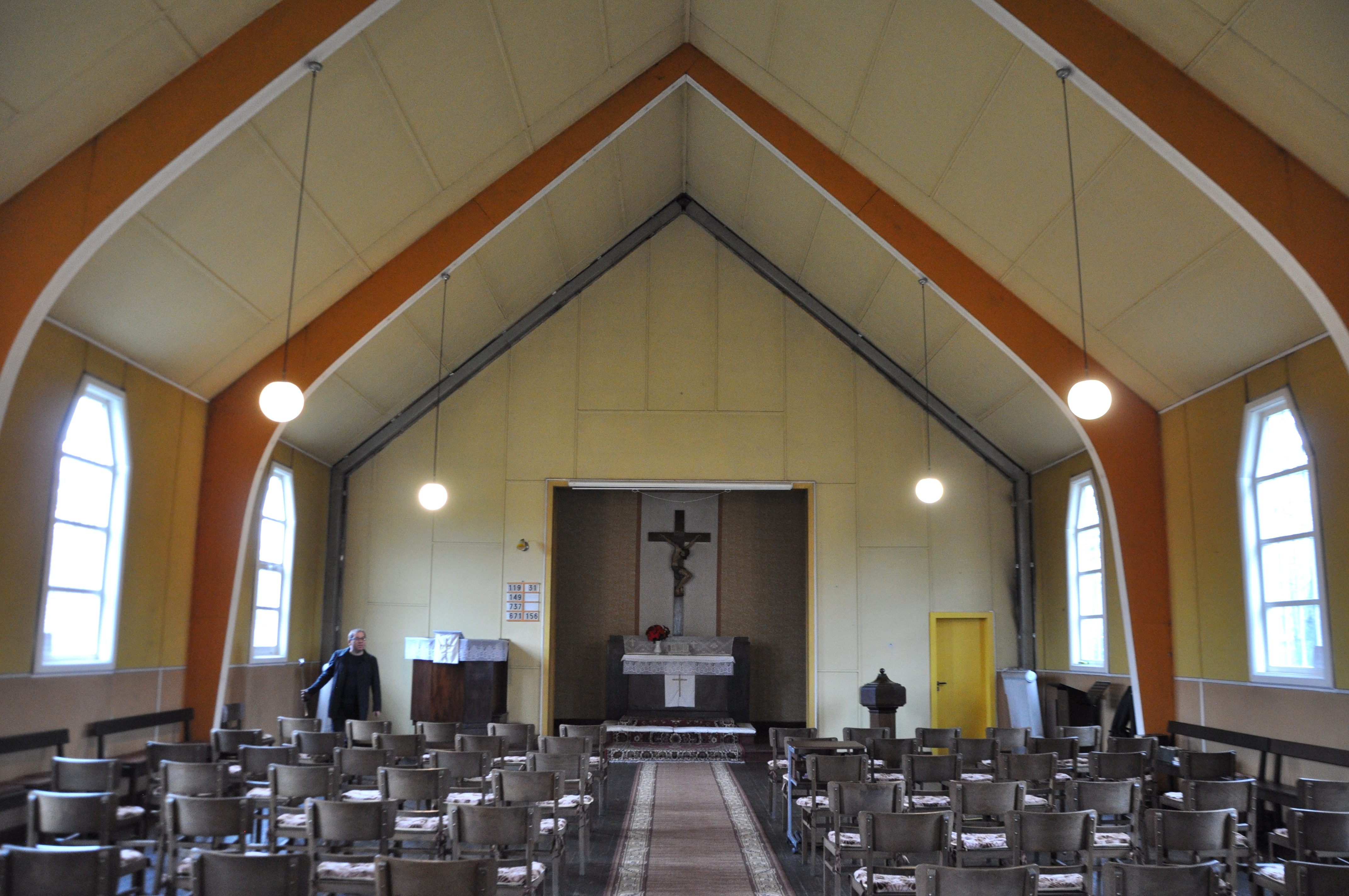
Innenansicht

Die Evangelische Kirche im oberschlesischen Zabrze-Mikulczyce (Hindenburg-Mikultschütz) ist eine evangelische Filialkirche. Die schlichte Holzkirche mit einem kleinen Dachreiter gehörte zur Evangelischen Gemeinde in Zabrze (Hindenburg O.S.) und befindet sich an Ulica Brygadzistów.

## Geschichte
Evangelische Gottesdienste wurden seit 1922 im Saal des Kindergartens der Donnersmarckhütte abgehalten. Der Bau der Kirche wurde 1937 begonnen und im selben Jahr beendet. An der Realisierung des Baus war das Architekturbüro von Kurt Nietzsche beteiligt. Für den Bau der Kirche wurden Fertigelemente der Firma Christoph & Unmack aus Niesky verwendet. Auf eine ähnliche Weise und in einem ähnlichen Stil wurde auch die Evangelische Kirche von Bobrek errichtet. Nach dem Zweiten Weltkrieg wurde die Kirche konfisziert und an eine katholische Gemeinde vergeben und 1952 wieder an die Protestanten zurückgegeben. Von 2001 bis 2002 wurde die Kirche restauriert.